# Leichtathletik-Weltmeisterschaften 2015/Teilnehmer (Schweiz)
| Gelbes Symbol für Goldmedaillen mit stilisierten Olympischen Ringen | Graues Symbol für Silbermedaillen mit stilisierten Olympischen Ringen | Braundes Symbol für Bronzemedaillen mit stilisierten Olympischen Ringen |
| ------------------------------------------------------------------- | --------------------------------------------------------------------- | ----------------------------------------------------------------------- |
| —                                                                   | —                                                                     | —                                                                       |

Der Leichtathletikverband der Schweiz entsandte 15 Athleten zu den Leichtathletik-Weltmeisterschaften 2015 in der chinesischen Hauptstadt Peking.

## Ergebnisse

### Männer

#### Laufdisziplinen
| Athlet          | Disziplin    | Vorlauf | Vorlauf | Halbfinale | Halbfinale | Finale             | Finale             |
| Athlet          | Disziplin    | Zeit    | Platz   | Zeit       | Platz      | Zeit               | Platz              |
| --------------- | ------------ | ------- | ------- | ---------- | ---------- | ------------------ | ------------------ |
| Kariem Hussein  | 400 m Hürden | 49,08 s | 12      | 48,59 s    | 9          | nicht qualifiziert | nicht qualifiziert |
| Tadesse Abraham | Marathon     |         |         |            |            | 2:19:25 h          | 19                 |

### Frauen

#### Laufdisziplinen
| Athletin                                                   | Disziplin    | Vorlauf     | Vorlauf | Halbfinale  | Halbfinale | Finale             | Finale             |
| Athletin                                                   | Disziplin    | Zeit        | Platz   | Zeit        | Platz      | Zeit               | Platz              |
| ---------------------------------------------------------- | ------------ | ----------- | ------- | ----------- | ---------- | ------------------ | ------------------ |
| Mujinga Kambundji                                          | 100 m        | 11,17 s     | 17      | 11,07 s     | 12         | nicht qualifiziert | nicht qualifiziert |
| Mujinga Kambundji                                          | 200 m        | 22,92 s     | 13      | 22,64 s     | 10         | nicht qualifiziert | nicht qualifiziert |
| Selina Büchel                                              | 800 m        | 2:00,25 min | 10      | 1:58,63 min | 8          | nicht qualifiziert | nicht qualifiziert |
| Noemi Zbären                                               | 100 m Hürden | 12,93 s     | 13      | 12,91 s     | 7          | 12,95 s            | 6                  |
| Petra Fontanive                                            | 400 m Hürden | 56,40 s     | 23      | 56,35 s     | 18         | nicht qualifiziert | nicht qualifiziert |
| Léa Sprunger                                               | 400 m Hürden | 55,71 s     | 13      | 55,83 s     | 13         | nicht qualifiziert | nicht qualifiziert |
| Laura Polli                                                | 20 km Gehen  |             |         |             |            | 1:36:26 h          | 33                 |
| Marie Polli                                                | 20 km Gehen  |             |         |             |            | 1:39:49 h          | 40                 |
| Marisa Lavanchy Léa Sprunger Mujinga Kambundji Sarah Atcho | 4 × 100 m    | 43,38 s     | 13      |             |            | nicht qualifiziert | nicht qualifiziert |

#### Sprung/Wurf
| Athletin       | Disziplin      | Qualifikation | Qualifikation | Finale             | Finale             |
| Athletin       | Disziplin      | Weite/Höhe    | Platz         | Weite/Höhe         | Platz              |
| -------------- | -------------- | ------------- | ------------- | ------------------ | ------------------ |
| Nicole Büchler | Stabhochsprung | 4,45 m        | 17            | nicht qualifiziert | nicht qualifiziert |
| Angelica Moser | Stabhochsprung | 4,15 m        | 25            | nicht qualifiziert | nicht qualifiziert |

#### Siebenkampf
| Athletin       | Disziplin | 100 m Hürden | Hochsprung | Kugelstoßen | 200 m   | Weitsprung | Speerwurf | 800 m   | Punkte | Platz |
| -------------- | --------- | ------------ | ---------- | ----------- | ------- | ---------- | --------- | ------- | ------ | ----- |
| Caroline Agnou | Ergebnis  | 13,93 s      | 1,68 m     | 14,49 m     | 25,14 s | 5,97 m     | 43,15 m   | 2:23,33 | 5866   | 22    |
| Caroline Agnou | Punkte    | 988          | 830        | 827         | 874     | 840        | 728       | 779     | 5866   | 22    |
| Valérie Reggel | Ergebnis  | 13,94 s      | 1,62 m     | 13,32 m     | 24,83 s | ogV        | 42,57 m   | DNS     | DNF    | DNF   |
| Valérie Reggel | Punkte    | 987          | 759        | 749         | 902     | 0          | 717       | DNS     | DNF    | DNF   |